# Saint-Geniès-de-Varensal
Saint-Geniès-de-Varensal – miejscowość i gmina we Francji, w regionie Oksytania, w departamencie Hérault. Nazwa miejscowości pochodzi od imienia św. Genezjusza.
Według danych na rok 1990 gminę zamieszkiwało 207 osób, a gęstość zaludnienia wynosiła 16 osób/km² (wśród 1545 gmin Langwedocji-Roussillon Saint-Geniès-de-Varensal plasuje się na 703. miejscu pod względem liczby ludności, natomiast pod względem powierzchni na miejscu 606.).